# Sfinksskolten
Sfinksskolten är en bergstopp i Antarktis. Den ligger i Östantarktis. Norge gör anspråk på området. Toppen på Sfinksskolten är 1 630 meter över havet.
Terrängen runt Sfinksskolten är huvudsakligen platt, men söderut är den kuperad. Trakten är obefolkad. Det finns inga samhällen i närheten. 